# Andrej Tsjikatilo
Andrej Romanovitsj Tsjikatilo (Russisch: Андрей Романович Чикатило) (Jablotsjnaja (Oekraïne), 16 oktober 1936 – Rostov aan de Don (Rusland), 14 februari 1994) was een Oekraïense seriemoordenaar.
Tsjikatilo's slachtoffers waren voornamelijk jonge kinderen en vrouwen, die hij vermoordde, genitaal verminkte en bij wie hij soms lichaamsdelen opat, hetgeen hem de bijnamen 'de Sovjet-Hannibal Lecter' of bekender nog 'de Rostov-ripper' bezorgde. Hij bekende 56 moorden en noemde zichzelf bij zijn veroordeling "een vergissing van de natuur" en een "wild beest", waarschijnlijk in de hoop ontoerekeningsvatbaar te worden verklaard. Vijftig moorden werden hem ten laste gelegd, maar van drie moorden werd hij vrijgesproken.
De zaak kreeg niet alleen bekendheid vanwege het hoge aantal slachtoffers en de aard van de moorden, maar tevens vanwege de blunders die aan de kant van justitie werden gemaakt waardoor een onschuldig persoon werd geexecuteerd en Tsjikatilo zeer lang zijn gang kon gaan.

## Biografie
In zijn jeugd hoorde hij van zijn moeder het verhaal dat zijn broer door hongerige Russische boeren werd vermoord en ter plekke opgegeten. Hoewel Tsjikatilo hier niet bij was, omdat hij nog niet eens geboren was, zou het verhaal hem beïnvloed kunnen hebben. Het is nooit bekend geworden of het verhaal over zijn broer op waarheid berust. Wel werd hij geslagen en vernederd door zijn moeder en kampte de familie met het sociale stigma van Tsjikatilo's vader. Deze had namelijk in een Duits krijgsgevangenenkamp gezeten, waardoor de Sovjetregering hem als een 'lafaard' brandmerkte. Tevens werd hij ook gepest door zijn klasgenoten. Als volwassene bleek hij ook impotent te zijn. Zijn enige seksuele ervaring deed Tsjikatilo op zijn achttiende op: toen hij een dertienjarig vriendinnetje met geweld tegen de grond werkte, kreeg hij een spontane ejaculatie. Hierdoor zou hij seks onlosmakelijk met geweld kunnen zijn gaan associëren. Dit kunnen allemaal redenen zijn waarom Tsjikatilo is gaan moorden.
Ondanks zijn seksuele impotentie, trouwde Tsjikatilo en kreeg hij zelfs kinderen. Dit deed hij door zijn sperma handmatig bij zijn vrouw in te brengen, daar zij hem seksueel niet aantrok. In 1971 slaagde Tsjikatilo voor een cursus Russische literatuur en ging aan de slag als leraar. Zijn carrière als leraar mislukte: hij werd ontslagen wegens seksueel misbruik van leerlingen. De scholen verkozen het bij ontslag te laten uit angst voor reputatieschade. Later ging Tsjikatilo bij een fabriek werken en kreeg in deze baan de kans om op zijn zakenreizen in alle uithoeken van de Sovjet-Unie zijn moorden te plegen.

## De moorden
In 1978 pleegde Tsjikatilo, voor zover bekend, zijn eerst moord in Sjachty, zijn toenmalige woonplaats. Hij lokte een negenjarig meisje naar een oud huis en probeerde haar te verkrachten. In de daaropvolgende worstelpartij stak Tsjikatilo het kind dood en kreeg daarbij een orgasme. Vanaf dit moment was het doden de enige manier waarop hij seksuele bevrediging kon verkrijgen. Op 5 juli 1983 werd een jongeman genaamd Aleksandr Kravtsjenko ten onrechte geëxecuteerd voor deze moord.
Hij lokte onder andere kinderen en vrouwen het bos in, die hij wurgde en met messteken om het leven bracht. Bij de meeste slachtoffers zijn de uiteinden van hun tongen weggesneden en tepels en soms ook geslachtsdelen geamputeerd. In twee gevallen was er iemand onthoofd en in stukken gesneden. Tsjikatilo lokte kinderen het bos in met snoep terwijl de vrouwen vaak zwerfsters of prostituees waren. Vaak probeerde hij aanvankelijk normaal seksueel verkeer, maar raakte hij in een razernij als hij geen erectie kon krijgen en/of de vrouw hier spottende opmerkingen over maakte. In alle gevallen eindigde het in een steekpartij die het slachtoffer niet overleefde en die bij Tsjikatilo tot een orgasme leidde.
De gecontroleerde Sovjetmedia verzwegen de moorden: het deed geen goed aan het imago van "ideale heilstaat". Hierdoor werd echter nauwelijks op kinderen gelet. Naarmate verhalen over de moorden uitlekten deden de meest bizarre geruchten de ronde: buitenlandse agenten zouden Sovjetkinderen doden om het moreel te ondermijnen. Onder de meer bijgelovige personen deden zelfs geruchten over weerwolven de ronde. Tsjikatilo werd regelmatig verdacht, maar telkens wist hij aan de verdenking te ontkomen. In 1984 zat hij een jaar in de gevangenis wegens eerdere seksuele zaken, maar het verband met de moorden werd niet gelegd. Tsjikatilo's bloed werd vergeleken met sperma van de plaats delict, maar dit bleek niet overeen te komen. Hierdoor werd Tsjikatilo bij voorbaat uitgesloten van verdenking. Na het proces is het vermoeden ontstaan dat laboratoriummedewerkers de monsters hebben verwisseld. Het onderzoek werd regelmatig gefrustreerd door de logge bureaucratie. Toen bleek dat ook jongens slachtoffers waren, begon men de toch al onderdrukte homogemeenschap te verdenken. Ondertussen bleven de moorden doorgaan.
Tsjikatilo hield zich in de periode 1985-1990 in zodra de politie aandacht voor de moorden toonde, en begon weer met moorden wanneer hij dacht dat de aandacht verflauwd was. Ook beging hij de moorden niet meer in het gebied rond Rostov, maar in alle hoeken van het land. De politie begon in 1990 met veel machtsvertoon te patrouilleren bij stations en bushaltes, Tsjikatilo's favoriete "oppikplaatsen". Ook werden undercoveragenten ingezet. Op 6 november 1990 kroop hij opnieuw door het oog van de naald, toen een agent in burger hem aanhield omdat hij zich verdacht gedroeg. Had de agent de moeite genomen om Tsjikatilo's tas te doorzoeken, dan had hij de geamputeerde borsten van een van zijn slachtoffers aangetroffen. De agent liet het echter bij een korte controle van de papieren en ondervraging.

## Arrestatie en proces
Op 20 november 1990 werd Tsjikatilo gearresteerd toen hij schijnbaar doelloos door de stad zwierf, waarschijnlijk op zoek naar nieuwe slachtoffers. Tijdens zijn voorarrest trof de politie nieuw bewijs aan: een bijtwond op Tsjikatilo's vinger, van een van zijn mannelijke slachtoffers. Tsjikatilo bekende ten slotte de moorden in de hoop ontoerekeningsvatbaar te worden verklaard. Hij verleende de politie zelfs assistentie bij het natrekken van de lijken van zijn slachtoffers. De politie verdacht Tsjikatilo van 36 moorden, hij bekende er echter 56.
Bij deze bekentenis kwam de politie achter het feit van zijn eerste moord, waar de verkeerde man voor is veroordeeld en geëxecuteerd. De politie bezocht de familie van de man om haar verontschuldigingen aan te bieden. Toen bleek dat deze familie helemaal niet op de hoogte was van de executie van hun familielid.
Tijdens het proces zat Tsjikatilo in een stalen kooi, om hem tegen het woedende publiek te beschermen. Ook in de gevangenis moest hij voortdurend worden beschermd tegen andere gedetineerden. Hij werd schuldig bevonden aan 52 moorden en ter dood veroordeeld en in februari 1994 geëxecuteerd.

## In de media
- In 1993 schreef Robert Cullen een boek over hem, getiteld Citizen X: Killer Department. In 1995 werd er een op dat boek gebaseerde film gemaakt die de titel Citizen X droeg. Het boek werd in het Nederlands uitgebracht als De zaak Tsjikatilo.
- Peter Conradi bracht in 1994 het boek The Red Ripper uit, in het Nederlands verschenen als De Rostov Ripper.
- Tom Rob Smith baseerde zijn thriller Child 44 (2008) op de moorden van Tsjikatilo, in 2015 verfilmd onder de titel Child 44. Hij verweeft daarin de mentaliteit van de KGB (toen MGB) en de reactie van burgers daarop met een aantal van de aspecten van de moorden. In het Nederlands verschenen onder Kind 44 bij Anthos.
- David Grieco bracht in 2004 de film Evilenko uit. De rol van Andrej Tsjikatilo wordt hierin gespeeld door Malcolm McDowell.